# Rudra oriximina
Rudra oriximina is een spinnensoort in de familie van de springspinnen (Salticidae).
De wetenschappelijke naam van de soort werd voor het eerst geldig gepubliceerd in 1984 door María Elena Galiano.